# كيمياء صوتية

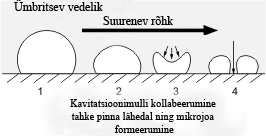
Sonochemistry الوصف Sonochemistry هو فرع يتعامل مع تأثيرات الموجة الكيميائية وكذلك الصوتية كما يوحي الاسم. الموجات الصوتية هي الموجات فوق الصوتية ، أي الموجات عالية التردد (20 كيلو هرتز يمكن أن تصل إلى 10 ميغاهيرتز وما فوق) خارج نطاق الأذن البشرية (20-20 كيلو هرتز). تكنولوجيا الكيمياء الصوتية...

في الكيمياء، تهتم دراسة الكيمياء الصوتية بفهم تأثير الموجات فوق الصوتية في تكوين التجويف الصوتي في السوائل، مما يؤدي إلى بدء أو تعزيز النشاط الكيميائي في المحلول. ولذلك، فإن التأثيرات الكيميائية للموجات فوق الصوتية لا تأتي من التفاعل المباشر للموجة الصوتية بالموجات فوق الصوتية مع الجزيئات الموجودة في المحلول.

## تاريخ
تم الإبلاغ عن تأثير الموجات الصوتية التي تنتقل عبر السوائل لأول مرة بواسطة روبرت ويليامز وود (1868–1955) وألفريد لي لوميس (1887–1975) في عام 1927. كانت التجربة تدور حول تردد الطاقة التي تحتاجها الموجات الصوتية "لاختراق" حاجز الماء. وتوصل إلى استنتاج مفاده أن الصوت ينتقل بشكل أسرع في الماء، ولكن بسبب كثافة الماء مقارنة بالغلاف الجوي للأرض، كان من الصعب للغاية جعل الموجات الصوتية تجمع طاقتها في الماء. بسبب التغير المفاجئ في الكثافة، يتم فقدان الكثير من الطاقة، على غرار تسليط مصباح يدوي على قطعة من الزجاج؛ وينتقل بعض الضوء إلى الزجاج، لكن الكثير منه يضيع بسبب الانعكاس إلى الخارج. وبالمثل مع واجهة الهواء والماء، ينعكس كل الصوت تقريبًا من الماء، بدلاً من أن ينتقل إليه. وبعد الكثير من البحث، قرروا أن أفضل طريقة لتشتيت الصوت في الماء هي إنشاء فقاعات في نفس الوقت الذي يحدث فيه الصوت. هناك مشكلة أخرى وهي نسبة مقدار الوقت الذي تستغرقه الموجات ذات التردد المنخفض لاختراق جدران الفقاعات والوصول إلى الماء حول الفقاعة، مقارنة بالوقت من تلك النقطة إلى النقطة الموجودة على الطرف الآخر من الجسم المائي. ولكن على الرغم من الأفكار الثورية الواردة في هذه المقالة، فقد تُركت دون أن يلاحظها أحد في الغالب. شهدت الكيمياء الصوتية نهضة في الثمانينيات مع ظهور مولدات غير مكلفة وموثوقة للموجات فوق الصوتية عالية الكثافة، ومعظمها يعتمد على عناصر كهرضغطية.

## مبادئ فيزيائية
الموجات الصوتية التي تنتشر عبر السائل بترددات فوق صوتية لها أطوال موجية أطول بعدة مرات من الأبعاد الجزيئية أو طول الرابطة بين الذرات في الجزيء. لذلك، لا يمكن للموجة الصوتية أن تؤثر بشكل مباشر على الطاقة الاهتزازية للرابطة، وبالتالي لا يمكنها زيادة الطاقة الداخلية للجزيء بشكل مباشر. بدلاً من ذلك، تنشأ الكيمياء الصوتية من التجويف الصوتي: تكوين الفقاعات في السائل ونموها وانهيارها الانفجاري. يعد انهيار هذه الفقاعات عملية كاظمة للحرارة تقريبًا، مما يؤدي إلى تراكم هائل للطاقة داخل الفقاعة، مما يؤدي إلى درجات حرارة وضغوط عالية للغاية في منطقة مجهرية من السائل الصوتي. تؤدي درجات الحرارة والضغوط المرتفعة إلى الإثارة الكيميائية لأي مادة داخل الفقاعة أو بالقرب منها لأنها تنفجر بسرعة. يمكن أن تنجم مجموعة واسعة من النتائج عن التجويف الصوتي بما في ذلك اللمعان الصوتي، وزيادة النشاط الكيميائي في المحلول بسبب تكوين التفاعلات الجذرية الأولية والثانوية، وزيادة النشاط الكيميائي من خلال تكوين أنواع كيميائية جديدة مستقرة نسبيًا يمكنها الانتشار بشكل أكبر في محلول لخلق تأثيرات كيميائية (على سبيل المثال، تكوين بيروكسيد الهيدروجين من مزيج اثنين من جذور الهيدروكسيل بعد تفكك بخار الماء داخل الفقاعات المنهارة عندما يتعرض الماء للموجات فوق الصوتية).
عند التشعيع بصوت عالي الكثافة أو بالموجات فوق الصوتية، يحدث التجويف الصوتي عادة. التجويف - تكوين ونمو وانهيار فقاعات مشععة بالصوت - هو الدافع للكيمياء الصوتية والتألق الصوتي. ينتج انهيار الفقاعة في السوائل كميات هائلة من الطاقة من تحويل الطاقة الحركية لحركة السائل إلى تسخين محتويات الفقاعة. يكون ضغط الفقاعات أثناء التجويف أسرع من النقل الحراري، مما يولد نقطة ساخنة موضعية قصيرة العمر. أظهرت النتائج التجريبية أن هذه الفقاعات لها درجات حرارة حوالي 5000 كلفن، وضغط يبلغ حوالي 1000 ضغط جوي، ومعدلات تسخين وتبريد أعلى من1010كلفن/ثانية. يمكن لهذه التجاويف أن تخلق ظروفًا فيزيائية وكيميائية قاسية في السوائل الباردة.
مع السوائل التي تحتوي على مواد صلبة، قد تحدث ظواهر مماثلة عند التعرض للموجات فوق الصوتية. بمجرد حدوث التجويف بالقرب من سطح صلب ممتد، يكون انهيار التجويف غير كروي ويدفع نفاثات عالية السرعة من السائل إلى السطح. يمكن لهذه النفاثات وموجات الصدمة المرتبطة بها أن تلحق الضرر بالسطح شديد الحرارة الآن. تنتج معلقات المسحوق السائل تصادمات عالية السرعة بين الجسيمات. يمكن لهذه الاصطدامات أن تغير شكل السطح وتكوينه وتفاعله.

## تفاعلات كيميائية صوتية
توجد ثلاث فئات من التفاعلات الكيميائية الصوتية: الكيمياء الصوتية المتجانسة للسوائل، والكيمياء الصوتية غير المتجانسة للأنظمة السائلة والسائلة أو الصلبة والسائلة، والتحفيز الصوتي المذكور أعلاه (التحفيز أو زيادة معدل التفاعل الكيميائي باستخدام الموجات فوق الصوتية). التلألؤ الصوتي هو نتيجة لنفس ظواهر التجويف المسؤولة عن الكيمياء الصوتية المتجانسة. تم استكشاف التعزيز الكيميائي للتفاعلات بواسطة الموجات فوق الصوتية وله تطبيقات مفيدة في تخليق الطور المختلط، وكيمياء المواد، والاستخدامات الطبية الحيوية. نظرًا لأن التجويف لا يمكن أن يحدث إلا في السوائل، فلا يتم رؤية التفاعلات الكيميائية في التشعيع بالموجات فوق الصوتية للمواد الصلبة أو أنظمة الغاز الصلب.
على سبيل المثال في علم الحركة الكيميائية، لوحظ أن الموجات فوق الصوتية يمكن أن تعزز بشكل كبير التفاعل الكيميائي في عدد من الأنظمة بما يصل إلى مليون مرة؛ يعمل بشكل فعال على تنشيط المحفزات غير المتجانسة. بالإضافة إلى ذلك، في التفاعلات التي تتم على السطوح البينية السائلة والصلبة، تقوم الموجات فوق الصوتية بتكسير القطع الصلبة وكشف الأسطح النظيفة النشطة من خلال حفر مايكروجيت من التجويف بالقرب من الأسطح ومن تفتيت المواد الصلبة عن طريق انهيار التجويف القريب. وهذا يمنح المادة الصلبة المتفاعلة مساحة أكبر من الأسطح النشطة لمواصلة التفاعل، مما يزيد من معدل التفاعل الملحوظ.
في حين أن تطبيق الموجات فوق الصوتية غالبًا ما يولد خليطًا من المنتجات، فقد وصفت ورقة بحثية نُشرت عام 2007 في مجلة Nature استخدام الموجات فوق الصوتية للتأثير بشكل انتقائي على تفاعل معين لفتح حلقة السيكلوبوتان. أبلغ أتول كومار عن تفاعل متعدد المكونات لتخليق إستر هانتزش في المذيلات المائية باستخدام الموجات فوق الصوتية.
يمكن تدمير بعض ملوثات المياه، وخاصة المركبات العضوية المكلورة، عن طريق الكيمياء الصوتية.
يمكن إجراء الكيمياء الصوتية باستخدام حمام (يستخدم عادة للتنظيف بالموجات فوق الصوتية) أو باستخدام مسبار عالي الطاقة، يسمى بوق الموجات فوق الصوتية، والذي يقوم بتوجيه وربط طاقة عنصر كهرضغطية في الماء، وتتركز في نقطة واحدة (صغيرة عادةً).
يمكن أيضًا استخدام الكيمياء الصوتية في لحام المعادن التي لا يكون من الممكن عادةً الانضمام إليها أو تشكيل سبائك جديدة على سطح معدني. ويرتبط هذا بشكل بعيد بطريقة معايرة المنظفات بالموجات فوق الصوتية باستخدام ورقة من رقائق الألومنيوم وحساب الثقوب. الثقوب المتكونة هي نتيجة حفر مايكروجيت الناتج عن التجويف بالقرب من السطح، كما ذكرنا سابقًا. بسبب رقة وضعف رقائق الألومنيوم، فإن التجويف يؤدي بسرعة إلى تجزئة وتدمير الرقائق.

## أنظر أيضا
- الموجات فوق الصوتية
- صوتنة
- الفوق صوتيات
- الخالط بالموجات فوق الصوتية
- الخالط
- التجانس (الكيمياء)
- الكيمياء الكهربائية الصوتية
- كينيث س. سوسليك

## روابط خارجية
- التأثيرات الكيميائية والفيزيائية للموجات فوق الصوتية للبروفيسور كانساس سوسليك
- الكيمياء الصوتية – مراجعة قصيرة والأدب الحديث
- الكيمياء الصوتية: فرص جديدة للكيمياء الخضراء بقلم جريجوري شاتيل (جامعة سافوا مونت بلانك، فرنسا).